# Margit Görsch
Margit Görsch (* 4. Februar 1945 in Luckenwalde) ist eine deutsche Politikerin der CDU. Sie war von 2006 bis 2011 Mitglied des Berliner Abgeordnetenhauses.

## Ausbildung und Beruf
Görsch besuchte die allgemeinbildende Polytechnische Oberschule (POS) und absolvierte anschließend eine Ausbildung zur Technischen Zeichnerin. Im Anschluss besuchte sie die Fachhochschule Wildau, dann die Fachhochschule in Berlin-Lichtenberg und schloss das Studium als Diplom-Ingenieurin (Fachhochschule) ab. Margit Görsch arbeitete als Technische Zeichnerin im Volkseigenen Betrieb Luckenwalder Metallwarenfabrik und anschließend als technische Sachbearbeiterin für Arbeitssicherheit in der Akademie der Wissenschaften. Des Weiteren war sie als Ingenieurin im VEB Transformatorenwerk Oberspree beruflich beschäftigt. Neben ihrer politischen Arbeit war Görsch bis 2010 im handwerklichen Familienbetrieb in Berlin-Grünau tätig. Von 1997 bis 2000 war sie Mitglied der Mittelstandsvereinigung Köpenick.

## Politik
Görsch trat 1995 in die CDU ein; zu Zeiten der DDR gehörte sie keiner Partei an. Sie ist Mitglied im CDU-Kreisverband Treptow-Köpenick und war Mitglied der BVV Treptow-Köpenick. Seit Anfang März 2007 ist sie Ortsvorsitzende des CDU-Ortsverbandes Köpenick-Süd.
Görsch war in den Jahren 1992 bis 1999 Bürgerdeputierte für Wirtschaft und Tourismus sowie Stadtplanung und Umwelt in der Bezirksverordnetenversammlung Köpenick. 2006 wurde sie über die Bezirksliste Treptow-Köpenick in das Berliner Abgeordnetenhaus gewählt, dem sie bis 2011 angehörte. Im Parlament war sie Mitglied des Ausschusses für Wirtschaft, Technologie und Frauen sowie Mitglied des Fraktionsvorstandes und frauenpolitische Sprecherin der CDU-Fraktion.

## Persönliches
Margit Görsch ist seit 1970 verheiratet, hat einen erwachsenen Sohn und lebt im Berliner Bezirk Treptow-Köpenick.